# 4-Fenilazo-1-naftol
4-Fenilazo-1-naftol ou 1-(fenilazo)-4-naftol é o composto orgânico azoderivado de fórmula C16H12N2O, SMILES Oc3ccc(/N=N/c1ccccc1)c2ccccc23, massa molecular 248,2793. É classificado com o número CAS 3651-02-3, CBNumber CB0917184 e MOL File 3651-02-3.mol. Como corante, castanho solvente 4, é classificado como C.I. 12000. Apresenta ponto de ebulição de 465.682 °C a 760 mmHg e ponto de fulgor de 307,067 °C.
É produzido a partir do sal de diazônio aromático cloreto de benzenodiazônio por acoplamento diazóico com o alfa-naftol:
C6H5-N=N-Cl + alfa-Naftol → 4-Fenilazo-1-naftol + HCl